# Chris Feijt
Adam Christiaan (Chris) Feijt (Woerden, 6 oktober 1934 – Tilburg, 29 januari 2020) was een Nederlands doelman in het betaald voetbal. Hij stond het grootste gedeelte van zijn carrière op doel bij Willem II, waarmee hij in het seizoen 1954/55 landskampioen werd en in 1962/63 de KNVB beker won.
Feijt speelde in totaal 289 wedstrijden voor Willem II, waarvan 192 in de in 1956 opgerichte eredivisie. Daarvoor speelde hij met de Tricolores in onder meer de kampioenscompetitie. Buiten Tilburg speelde Feijt voor Woerden, Feijenoord en D.F.C.
Feijt speelde in de tijd dat ook Eddy Pieters Graafland en Frans de Munck actief waren, waardoor hij bij het Nederlands voetbalelftal nooit van de reservebank kwam. Wel speelde hij voor het Nederlands B-team en voor het Nederlands militair elftal.

## Verlate schaal
Van de achttien spelers uit het kampioensjaar '54/'55 waren op dinsdag 24 januari 2006 twaalf mannen nog in leven, waaronder Feijt. Op die dag kregen zij van Henk Kesler en Jeu Sprengers namens de KNVB alsnog een kampioenschaal uitgereikt. In 1955 was het bij een oorkonde en een kleine beker ter herinnering gebleven.

## Overzicht clubs
| Seizoen  | Club       | Competitie     | Wedstrijden | Doelpunten |
| -------- | ---------- | -------------- | ----------- | ---------- |
| 1954-'63 | Willem II  | Eredivisie     | 271         | 0          |
| 1963-'64 | Feijenoord | Eredivisie     | 1           | 0          |
| 1964-'67 | D.F.C.     | Eerste divisie | -           | -          |